# Jacob Crowninshield

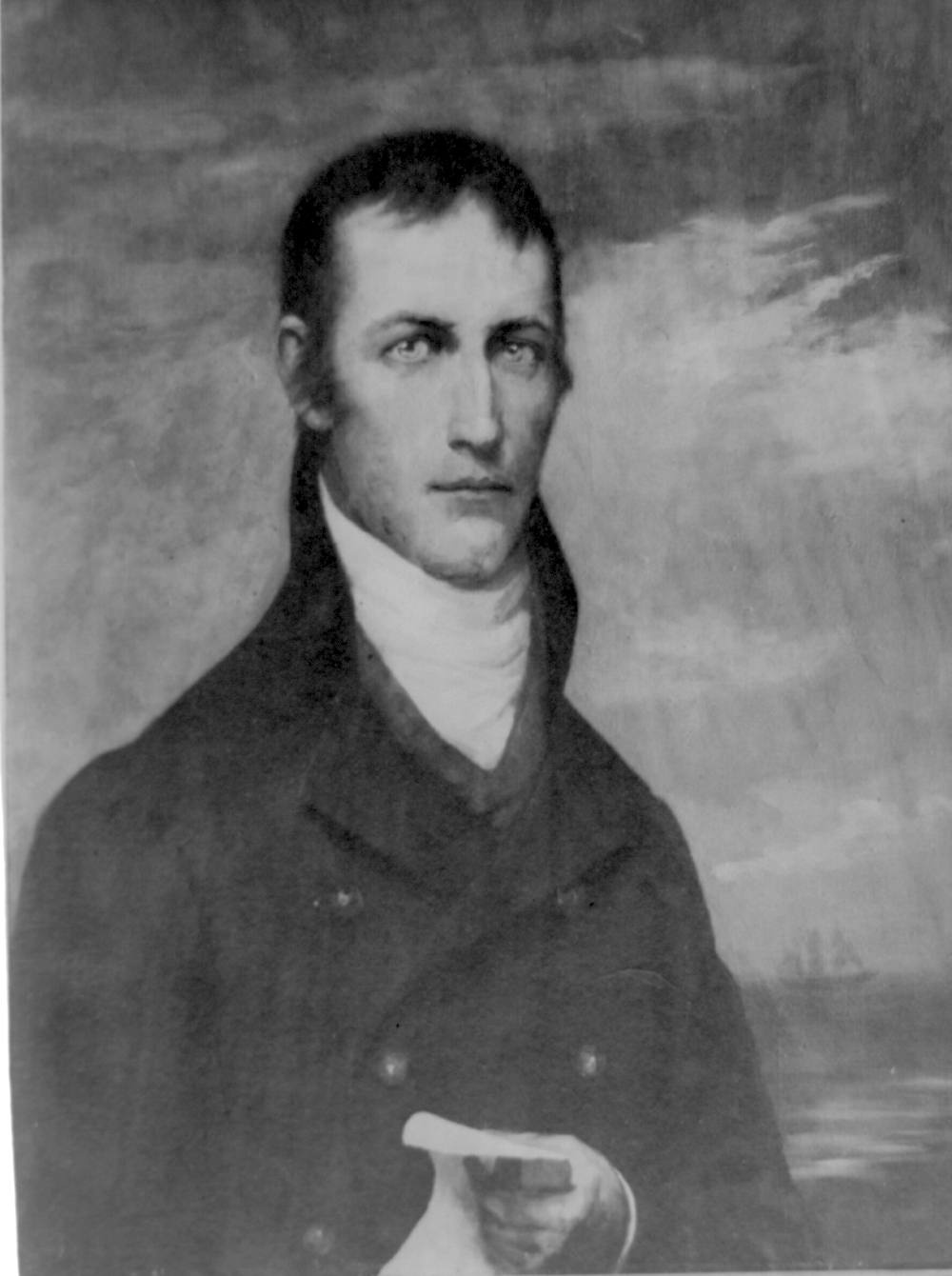
Jacob Crowninshield

Jacob Crowninshield (* 31. März 1770 in Salem, Province of Massachusetts Bay; † 15. April 1808 in Washington, D.C.) war ein US-amerikanischer Politiker. Zwischen 1803 und 1808 vertrat er den Bundesstaat Massachusetts im US-Repräsentantenhaus.

## Werdegang
Jacob Crowninshield war der ältere Bruder von Benjamin Williams Crowninshield (1772–1851), der ebenfalls Kongressabgeordneter sowie US-Marineminister war. Nach seiner Schulzeit war er in der Handelsschifffahrt als Kapitän und Händler für das Unternehmen seines Vaters tätig. Mit der America brachte er aus Kalkutta den ersten Elefanten nach Amerika. Er wurde Mitglied der von Thomas Jefferson gegründeten Demokratisch-Republikanischen Partei. 1798 kandidierte er bei einer Nachwahl noch erfolglos für das US-Repräsentantenhaus. Im Jahr 1801 wurde er in den Senat von Massachusetts gewählt. Der inzwischen zum US-Präsidenten gewählte Thomas Jefferson bot ihm den Posten des Marineministers in seinem Kabinett an, den er aber aus gesundheitlichen Gründen ablehnte.
Bei den Kongresswahlen des Jahres 1802 wurde Crowninshield im zweiten Wahlbezirk von Massachusetts in das US-Repräsentantenhaus in Washington gewählt, wo er am 4. März 1803 die Nachfolge von William Shepard antrat. Nach zwei Wiederwahlen konnte er bis zu seinem Tod am 15. April 1808 im Kongress verbleiben. Zwischen 1805 und 1807 war er Vorsitzender des Ausschusses für den Handel und das Handwerk. Während seiner Zeit als Kongressabgeordneter wurde im Jahr 1803 durch den von Präsident Jefferson getätigten Louisiana Purchase das Staatsgebiet der Vereinigten Staaten beträchtlich erweitert. Im Jahr 1804 wurde der zwölfte Verfassungszusatz ratifiziert.